# Himiltrude
Himiltrude (ca. 742 – ca. 780?) was de eerste vrouw van Karel de Grote en de moeder van Karels eerst geboren zoon Pepijn de Gebochelde.

## Levensloop
Er is weinig bekend over de afkomst van Himiltrude. Paulus Diaconus beschrijft haar als een "adellijk meisje". Het voorkomen van haar naam in de broederschap boeken van Allemannense kloosters suggereert een relatie met de Alemannen of Elzasische adel, terwijl andere bronnen haar vermelden als de dochter van een Bourgondische graaf en de kleindochter van Grimbert (graaf van Parijs). Het is echter niet mogelijk om enige politieke gevolgtrekkingen te maken van Karel de Grote's relatie met Himiltrude.

## Chanson de geste
In het ridderlied (chanson de geste) Girart de Vienne van de 12-eeuwse dichter Bertrand de Bar-sur-Aube wordt verhaald hoe Karel de Grote volgens de wet trouwde met de weduwe van een Bourgondische hertog. Zij was eerst aan Girart de Vienne beloofd, maar toen hij haar zag besloot Karel zélf haar ten huwelijk te vragen. Ze gaf de voorkeur aan Girart, maar die wilde wachten. Verontwaardigd ging ze daarop direct op Karels huwelijksvoorstel in. Ze bleef echter wrok koesteren. Op de huwelijksnacht, toen Girart zijn leenheer Karel de voet wilde kussen, omdat hij Vienne in leen had gekregen, schoof ze haar voet voor die van haar bruidegom Karel. Zo kuste Girart dus haar de voet, zonder daar weet van te hebben. Toen ze hierover vertelde aan de jonge Aymeri de Narbonne, later de vader van Willehalm-Willem met de Hoorn, werd die zó woedend dat hij haar met een mes wilde neersteken. Net op tijd wist zij weg te duiken. Aymeri keerde terug naar Vienne, de stad van zijn oom Girart. Karel zette de achtervolging in en belegerde de stad zeven jaar. Girart's drie beroemde broers Hernaut de Biaulande, Milon de Puglia en Renier de Geneva waren ook in Vienne. Uiteindelijk werd er vrede gesloten tussen Girart en Karel en tijdens het feest werd besloten dat Roeland met Aude zou trouwen. Door de Slag bij Roncesvalles in 778, waarin Roeland sneuvelde, is het daar niet van gekomen. Over de koningin geen woord meer in het verhaal.